# Abortus vrij, de vrouw beslist
Abortus Vrij, de Vrouw Beslist is een Nederlandstalig lied van de Belgische band Basta! uit 1977.
Het nummer refereert aan de 'nationale betoging tegen het abortusverbod' van 4 maart 1977 te Gent, waar de Jongsocialisten (JS) met dezelfde slogan voor opriepen. Postuum kwam er in 2017 internationale erkenning voor het nummer toen het door de Amerikaanse muzieksite Pitchfork werd opgenomen in een lijst van invloedrijke antifascistische punksongs. De muziekwebsite loofde voornamelijk de saxofoonlijn die zou doen denken aan de dissonante bijdragen van Lora Logic aan X-Ray Spex en Essential Logic.
De B-kant van de single was het meer reggae-achtige nummer Kom Op Zusters.

## Meewerkende artiesten
- Muzikanten:
  - Eric Goeman (zang)
  - Marc Meulemans (gitaar)
  - Peter Vermeersch (saxofoon)
  - Johan De Smet (drums)
  - Luc Olyslager (basgitaar)